# Flammen (Schulhoff)
Flammen (título original en alemán; en español, Llamas) es una ópera en dos actos y diez escenas compuesta por Erwin Schulhoff. El libreto original en checo fue escrito por Karel Josef Beneš. La versión en alemán fue traducida por Max Brod. La ópera se estrenó en el antiguo Teatro Nacional (Národní Divadlo na Veveří) en Brno el 27 de enero de 1932 representado en checo con el título de Plameny. No se oyó de nuevo hasta mediados de los años 1990, cuando se estrenó en su versión en alemán, Flammen. Su historia es un nuevo relato, surrealista, de la leyenda de Don Juan con elementos de la leyenda del judío errante, e intensamente influido por a psicología freudiana. A diferencia del rol titular en la ópera de Mozart Don Giovanni (también basada en la leyenda), Don Juan no es castigado arrastrado al Infierno, pero en lugar de ello se ve condenado a vivir para siempre.
En las estadísticas de Operabase aparece con sólo dos representaciones en el período 2005-2010, siendo la primera de Schulhoff.

## Personajes
Aunque los papeles de Donna Anna y Monja/Marguerite/Mujer se cantaron por dos sopranos diferentes en el estreno de 1932, una sola soprano cantó todos estos papeles en la grabación Decca de 1995 y en la producción representada en 2006 en Viena.
| Persona                                                                | Tesitura                 | Reparto del estreno, 27 de enero de 1932 (Director: Zdeněk Chalabala) |
| ---------------------------------------------------------------------- | ------------------------ | --------------------------------------------------------------------- |
| Don Juan                                                               | tenor                    | Zdeněk Knittl                                                         |
| Donna Anna                                                             | soprano                  | Marie Zaludová                                                        |
| Commendatore                                                           | bajo                     | Vladimir Jedenáctík                                                   |
| Monja/Marguerite/Mujer                                                 | soprano                  | Bozena Zlábková                                                       |
| La Morte (Muerte)                                                      | mezzosoprano             | Marie Hloušková                                                       |
| Arlecchino                                                             | barítono                 | Géza Fischer                                                          |
| Sombras                                                                | 3 sopranos, 3 contraltos |                                                                       |
| Pierrot, Pierrette, Pulcinella, Pantalone, Colombina, y Gigolo (mimos) |                          |                                                                       |